# Cosmotoma pallida
Cosmotoma pallida är en skalbaggsart som beskrevs av Gilmour 1955. Cosmotoma pallida ingår i släktet Cosmotoma och familjen långhorningar. Inga underarter finns listade i Catalogue of Life.